# 바이오하자드 4
바이오하자드 4(バイオハザード4)는 2005년 캡콤에서 발매된 닌텐도 게임큐브용 호러 액션 어드벤처 게임이다. 바이오하자드 시리즈의 제 6작품이다.
스페인에 있는 가나도들이 미 대통령의 딸을 납치 해가자, 이를 해결 하려는 레온 S 케네디의 사투를 다루고 있는 게임이다.
게임 사상 최초의 "3RD Personal view"가 만들어져, 많은 게이머들의 이목을 끌었으며, 게임시의 자유도와 공포감을 극대화하는 효과를 주었다.
향후, 이 시점은 현재 나온 게임들의 시점에 막대한 영향을 준다.
2005년 최다고티(올해의 게임) 선정작이기도 하다.

## 평가
| 평론 점수 평론사 점수 GC PC PS2 PS3 Wii 엑스박스 360 1UP.com A [ 2 ] A [ 3 ] 올게임 [ 4 ] [ 5 ] [ 6 ] 에지 10/10 [ 7 ] 패미츠 38/40 38/40 [ 8 ] 게임스팟 9.6/10 [ 9 ] 7.8/10 [ 10 ] 9.3/10 [ 11 ] 9.1/10 [ 12 ] 게임스파이 [ 13 ] [ 14 ] [ 15 ] [ 16 ] IGN 9.8/10 [ 17 ] 7.7/10 [ 18 ] 9.5/10 [ 19 ] 8.5/10 [ 20 ] 9/10 [ 21 ] 닌텐도 파워 10/10 [ 22 ] ONM 95% 통합 점수 게임랭킹스 95.83% [ 23 ] 74.24% [ 24 ] 95.85% [ 25 ] 85.18% [ 26 ] 91.59% [ 27 ] 86.97% [ 28 ] 메타크리틱 96/100 [ 29 ] 76/100 [ 30 ] 96/100 [ 31 ] 84/100 [ 32 ] 91/100 [ 33 ] 84/100 [ 34 ] |        |        |        |        |        |              |
| 평론 점수 |        |        |        |        |        |              |
| 평론사 | 점수   | 점수   | 점수   | 점수   | 점수   | 점수         |
| 평론사 | GC     | PC     | PS2    | PS3    | Wii    | 엑스박스 360 |
| 1UP.com | A      | A      |        |        |        |              |
| 올게임 | [ 4 ]  |        | [ 5 ]  |        | [ 6 ]  |              |
| 에지 | 10/10  |        |        |        |        |              |
| 패미츠 | 38/40  |        |        |        | 38/40  |              |
| 게임스팟 | 9.6/10 | 7.8/10 | 9.3/10 |        | 9.1/10 |              |
| 게임스파이 | [ 13 ] | [ 14 ] | [ 15 ] |        | [ 16 ] |              |
| IGN | 9.8/10 | 7.7/10 | 9.5/10 | 8.5/10 | 9/10   |              |
| 닌텐도 파워 | 10/10  |        |        |        |        |              |
| ONM | 95%    |        |        |        |        |              |
| 통합 점수 |        |        |        |        |        |              |
| 게임랭킹스 | 95.83% | 74.24% | 95.85% | 85.18% | 91.59% | 86.97%       |
| 메타크리틱 | 96/100 | 76/100 | 96/100 | 84/100 | 91/100 | 84/100       |